# 小行星2682
小行星2682（2682 Soromundi）是一颗围绕太阳公转的小行星。1979年6月25日，舒爾特·巴斯、埃莉諾·赫琳在赛丁泉山发现了此天体。
該小行星以「世界姊妹」的拉丁語命名。
这颗小行星的绝对星等为182.8773107436344等。